# Грейстонс (станция)
Грейстонс — железнодорожная станция, открытая 30 октября 1855 года и обеспечивающая транспортной связью одноимённый город в графстве Уиклоу, Республика Ирландия. Это южная конечная станция для электропоездов DART, но не все составы доходят до неё - часть только до предыдущей, Брэй Дэли.

## История
Между 1995 и 1999 годами на станции проводились работы по её электрификации. Первые электропоезда DART были приняты 10 апреля 2000 года.
На станции две платформы, одна из которых на обгонном пути. Есть, также, подъездной путь(или вытяжка).